# Pénéssoulou
Pénéssoulou est l'un des quatre arrondissements de la commune de Bassila dans le département de la Donga au Bénin.

## Géographie
Pénéssoulou est situé au centre-ouest du Bénin et compte 8 villages que sont Bayakou, Bodi, Kodowari, Nagayile, Nioro, Penelan, Penessoulou et Salmanga.

## Démographie
Selon le recensement de la population de 2013 conduit par l'Institut national de la statistique et de l'analyse économique (INSAE), Pénéssoulou compte 33 875 habitants  .